# VM i cykelcross 2021
VM i cykelcross 2021 var den 72. udgave af VM i cykelcross. Mesterskabet fandt sted 30. og 31. januar 2021 på og ved hestesportsbanen Wellington Hippodrom i den belgiske by Oostende i Vestflandern. Det var tiende gang at verdensmesterskaberne blev afholdt i Belgien, og første gang i Oostende. Der blev kørt fire løb, herrer- og dameelite, ligesom der blev kørt i U23-klasserne. På grund af coronaviruspandemien blev juniorenes to løb aflyst, og der var ikke adgang for tilskuere ved ruten.

## Ruten
Ruten var en 2.900 meter lang rundstrækning, og opdelt i tre dele. Startstregen var placeret på selve løbebanen med aske som underlag ved Wellington Hippodrom. Herefter skulle rytterne mod nord, og over den nationale kystvej N34 via en 135 meter lang og otte meter høj bro, med en stigning på 21% på hver side. Derefter skulle der køres i sand på stranden ved Nordsøen, inden rytterne igen skulle over broen, og ind på græsstykket på midten af galopbanen, indtil de var tilbage til målstregen på galopbanen.
Underlag
- Græs = 1.326 meter
- Aske = 404 meter
- Løst sand og præpareret underlag med sand = 565 meter
- Broer = 400 meter
- Asfalt og beton = 205 meter

## Resultater
| Event         | Guld                             | Guld    | Sølv             | Sølv  | Bronze          | Bronze   |
| ------------- | -------------------------------- | ------- | ---------------- | ----- | --------------- | -------- |
| Herrer        |                                  |         |                  |       |                 |          |
| Herrer elite  | Mathieu van der Poel             | 58' 57" | Wout van Aert    | + 37" | Toon Aerts      | + 1' 24" |
| U23 Herrer    | Pim Ronhaar                      | 49' 47" | Ryan Kamp        | + 8"  | Timo Kielich    | + 14"    |
| Herrer junior | Aflyst pga. coronaviruspandemien |         |                  |       |                 |          |
| Damer         |                                  |         |                  |       |                 |          |
| Damer elite   | Lucinda Brand                    | 46' 53" | Annemarie Worst  | + 8"  | Denise Betsema  | + 19"    |
| U23 Damer     | Fem van Empel                    | 36' 59" | Aniek van Alphen | + 3"  | Blanka Kata Vas | + 9"     |
| Damer junior  | Aflyst pga. coronaviruspandemien |         |                  |       |                 |          |

## Samlet klassement

### Herrer elite
44 ryttere fra 15 nationer stiller til start. De danske ryttere kørte ikke alle otte omgange på grund af for stor tidsforskel til de forreste, men fik registret deres placering. 19 ryttere kørte alle otte omgange.
| Placering | Rytter                 | Land           | Tid      |
| --------- | ---------------------- | -------------- | -------- |
|           | Mathieu van der Poel   | Holland        | 58' 57"  |
|           | Wout van Aert          | Belgien        | + 37"    |
|           | Toon Aerts             | Belgien        | + 1' 24" |
| 4.        | Tom Pidcock            | Storbritannien | + 1' 37" |
| 5.        | Laurens Sweeck         | Belgien        | + 2' 05" |
| 6.        | Michael Vanthourenhout | Belgien        | + 2' 14" |
| 7.        | Eli Iserbyt            | Belgien        | + 2' 18  |
| 8.        | Quinten Hermans        | Belgien        | + 2' 23  |
| 9.        | Lars van der Haar      | Holland        | + 2' 41  |
| 10.       | Joris Nieuwenhuis      | Holland        | + 3' 15  |
| 25.       | Jonas Lindberg         | Danmark        | + 6' 33  |
| 32.       | Sebastian Fini         | Danmark        | + 6' 33  |

### U23 Herrer
45 ryttere fra 11 nationer stillede til start på løbets seks omgange.
| Placering | Rytter                 | Land           | Tid      |
| --------- | ---------------------- | -------------- | -------- |
|           | Pim Ronhaar            | Holland        | 49' 47"  |
|           | Ryan Kamp              | Holland        | + 8"     |
|           | Timo Kielich           | Belgien        | + 14"    |
| 4.        | Emiel Verstrynge       | Belgien        | + 19"    |
| 5.        | Toon Vandebosch        | Belgien        | + 31"    |
| 6.        | Mees Hendrikx          | Holland        | + 33"    |
| 7.        | Anton Ferdinande       | Belgien        | + 55"    |
| 8.        | Niels Vandeputte       | Belgien        | + 1' 01" |
| 9.        | Ben Turner             | Storbritannien | + 1' 20" |
| 10.       | Tim van Dijke          | Holland        | + 1' 21" |
| 31.       | Oliver Vedersø Sølvhøj | Danmark        | + 5' 18" |
| 33.       | Gustav Frederik Dahl   | Danmark        | + 5' 44" |
| 38.       | Simon Bak              | Danmark        | + 6' 37" |
| 40.       | Ian Millennium         | Danmark        | + 8' 13" |

### Damer Elite
40 ryttere fra 14 nationer stillede til på løbets fem omgange.
| Placering | Rytter                     | Land           | Tid      |
| --------- | -------------------------- | -------------- | -------- |
|           | Lucinda Brand              | Holland        | 46' 53"  |
|           | Annemarie Worst            | Holland        | + 8"     |
|           | Denise Betsema             | Holland        | + 19"    |
| 4.        | Clara Honsinger            | USA            | + 52"    |
| 5.        | Yara Kastelijn             | Holland        | + 1' 04" |
| 6.        | Ceylin del Carmen Alvarado | Holland        | + 1' 12" |
| 7.        | Evie Brandau               | Storbritannien | + 1' 13" |
| 8.        | Sanne Cant                 | Belgien        | + 1' 43" |
| 9.        | Elisabeth Brandau          | Tyskland       | + 2' 07" |
| 10.       | Christine Majerus          | Luxembourg     | + 2' 08" |

### U23 Damer
37 ryttere fra 14 nationer stillede til start på løbets fire omgange.
| Placering | Rytter                   | Land           | Tid      |
| --------- | ------------------------ | -------------- | -------- |
|           | Fem van Empel            | Holland        | 36' 59"  |
|           | Aniek van Alphen         | Holland        | + 3"     |
|           | Blanka Kata Vas          | Ungarn         | + 9"     |
| 4.        | Inge van der Heijden     | Holland        | + 27"    |
| 5.        | Francesca Baroni         | Italien        | + 54"    |
| 6.        | Puck Pieterse            | Holland        | + 56"    |
| 7.        | Manon Bakker             | Holland        | + 1' 04" |
| 8.        | Anna Kay                 | Storbritannien | + 1' 10" |
| 9.        | Marthe Truyen            | Belgien        | + 1' 53" |
| 10.       | Marion Norbert Riberolle | Frankrig       | + 2' 11" |
| 12.       | Caroline Bohé            | Danmark        | + 2' 25" |
| 31.       | Sofie Heby Pedersen      | Danmark        | + 6' 46" |

## Danske ryttere
Den danske landstræner Benjamin Justesen udtog otte ryttere. Blandt dem var det kun Simon Bak som ikke havde vundet medalje ved DM i cykelcross 2021, da han endte på fjerdepladsen for U23-herrer.
| Danske ryttere på startlisten |    |                        |                           |           |
| Klasse                        | #  | Rytter                 | Hold                      | Placering |
| Herrer elite                  | 44 | Sebastian Fini         | CST PostNL                | 32        |
| Herrer elite                  | 45 | Jonas Lindberg         | Gl. Rye MTB               | 25        |
| U23 Herrer                    | 48 | Oliver Vedersø Sølvhøj | Torpado Ursus             | 31        |
| U23 Herrer                    | 49 | Ian Millennium         | Cykling Odense            | 40        |
| U23 Herrer                    | 50 | Gustav Frederik Dahl   | Holte MTB Klub            | 33        |
| U23 Herrer                    | 51 | Simon Bak              | Cykling Odense            | 38        |
| U23 Damer                     | 39 | Caroline Bohé          | Ghost Factory Racing Team | 12        |
| U23 Damer                     | 40 | Sofie Heby Pedersen    | Aalborg Mountainbikeklub  | 31        |

* DNF = gennemførte ikke